# FK Madžari Solidarnost
FK Madžari Solidarnost (în macedoneană ФК Маџари Солидарност Јуниор) este un club de fotbal din cartierul Madžari, Skopje, Macedonia de Nord. Echipa concurează în prezent în liga a treia macedoneană (Divizia Nord).

## Istoria clubului
Clubul Madžari Solidarnost, a fost înființat în 1992, prin alăturarea celor două cluburi de fotbal FK Madžari și FK Solidarnost.
FK Madžari a fost fondat în 1947 ca un club local de cartier. În cursul existenței sale, numele și-a schimbat de multe ori după ce numele original a fost FK Hajduk Madžari. De asemenea, a schimbat de mai multe ori locația stadionului de fotbal. De la terenul de fotbal vizavi de fabrica de lapte din Skopje, până la terenul de lângă fosta secție de poliție Gazi Baba și din 1970, în locația actuală, Stadionul Boris Trajkovski . În 1978, pentru prima dată s-a format o echipă de tineret cu Kiro Karadžoski ca antrenor. De la existența sa, a jucat în principal în divizia inferioară și în cele din urmă a obținut succes jucând în prima ligă timp de doi ani în sezoanele 2003–04 și 2004–05.
Clubul are în palmares o finală de cupă în 2005, pe care au și piredut-o, cu scorul de 2 – 1, avându-i ca adversar pe KF Bashkimi.